# 天神復興公営住宅
天神復興公営住宅（てんじんふっこうこうえいじゅうたく）は、岩手県釜石市にある公営住宅。東日本大震災により建設された災害公営住宅であり、同じ釜石市内の大町復興公営住宅1号とともに、2018年グッドデザイン賞を受賞した。

## 概要
かつての釜石市立釜石第一中学校跡地に建設され、2016年（平成28年）6月竣工。同年6月17日から順次入居が行われた。民間事業者が設計施工して市が買い取る「建物提案型買い取り方式」で建設を進めたが、当初計画より1年10ヶ月遅れての竣工であった。
1LDK21戸、2LDK31戸の全52戸。5階建て2棟と4階建て1棟が並び、蛇行するように配置された縁側で各棟が接続している。市の買い取り金額は14億2,000万円。
ピンクからオレンジ色までの華やかな色調は、市の花である「はまゆり」の色から外壁のカラーチャートを作成し、未来の街に復興の記憶を風景として刻む。2018年10月、日本デザイン振興会からグッドデザイン賞グッドフォーカス賞【復興デザイン】を受賞した。

## 建築
- 諸元
  - 敷地面積8,552.18m2、建築面積1,250.17m2、延床面積3,589.07m2
  - 鉄骨造、地上5階建
- 事業主 – 釜石市
- 設計 - 千葉学建築計画事務所
- 施工 – 大和ハウス工業

## 現地情報
- 所在地
  - 岩手県釜石市天神町5
- 交通アクセス
  - JR釜石線・三陸鉄道釜石駅より徒歩20分
  - 三陸沿岸道路釜石中央インターチェンジより車6分